# Epígrafe (arquitectura)

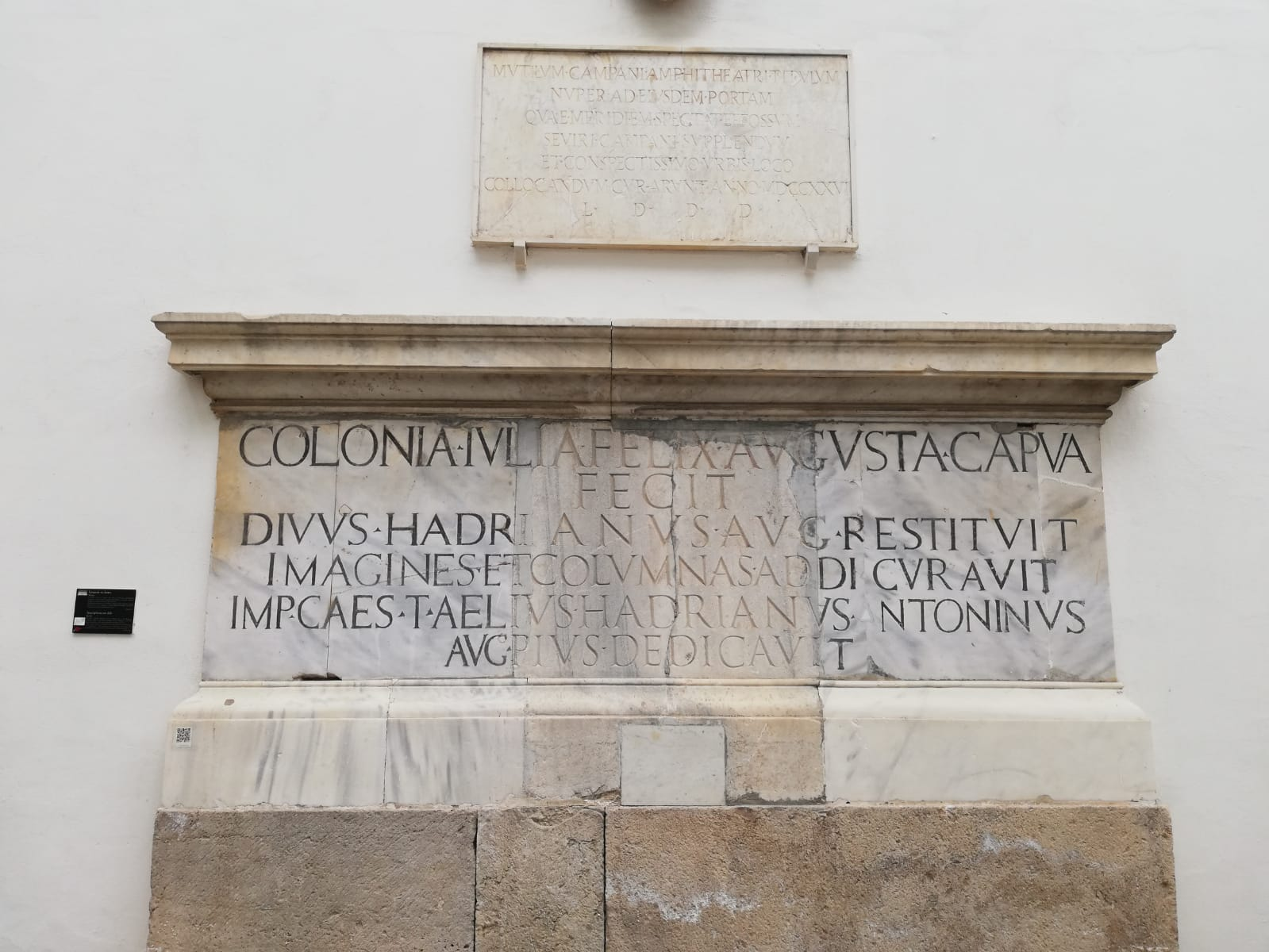
Epígrafe de la Colonia Julia Mazzocchi

Se llama epígrafe la inscripción o leyenda que sirve principalmente para caracterizar a un edificio, distinguiéndose de la inscripción propiamente dicha en que aquel suele ser más breve y ésta anuncia, además, el destino de la edificación.
Además de constituir una parte de la decoración, es en sí un adorno que se presta a ser colocado hasta en los arabescos y sirve de recurso para explicar los caprichos de algunas alusiones ingeniosas. 
- El contenido de este artículo incorpora material del tomo 20 de la Enciclopedia Universal Ilustrada Europeo-Americana (Espasa), cuya publicación fue anterior a 1945, por lo que se encuentra en el dominio público.

- Datos: Q1640824
- Multimedia: Inscriptions / Q1640824